# 本島健三
本島 健三（もとじま けんぞう、1926年3月8日 - 2014年1月30日）は、日本出身の測量技師、慈善家及びギニア国地図作成事業に尽力した人物である。彼のギニアに対しての慈善活動は、ギニアの発展に大きく貢献し、彼の死後にはギニアの最高位の勲章・コラティエ勲章がギニア政府により授与された。彼は1977年から1982年のギニアの基本地図作成事業以外にも、ギニアの難民への慈善活動や、寄付活動を生涯かけて行い、NGOギニア会の初代会長に任命された人物である。

## 生涯

### 幼少期
長野県飯田市（旧名・鼎村）の農家の家系で生まれる。8人兄弟の3男で、兄弟全員男という珍しい兄弟構成だった。幼い頃は体を動かすことが大好きで、木登りや水泳などをしていたという。小学校に入学後、全然勉強が出来なかったが、彼の発想力などに当時の担任は驚いたという。

### 少年期
中学校入学後、彼は少しずつ勤勉になり、数学で才能を顕にした。中学校卒業後は、家柄が農家のため、下伊那農業高校（旧名・下伊那農学校）に進学。高校在籍中に土木関係の仕事に惹かれ、高校卒業後に旧朝鮮にあった土木技師養成所で測量技師に必要な知識を付けた。しかし第二次世界大戦の影響で大日本帝国から徴兵を受け日本兵に。戦時中は満州国を防衛していたが、1945年に終戦を迎えたので当時対峙していたソ連に投降。シベリア抑留を経て1949年7月に日本に帰国した。

### 23歳〜88歳まで

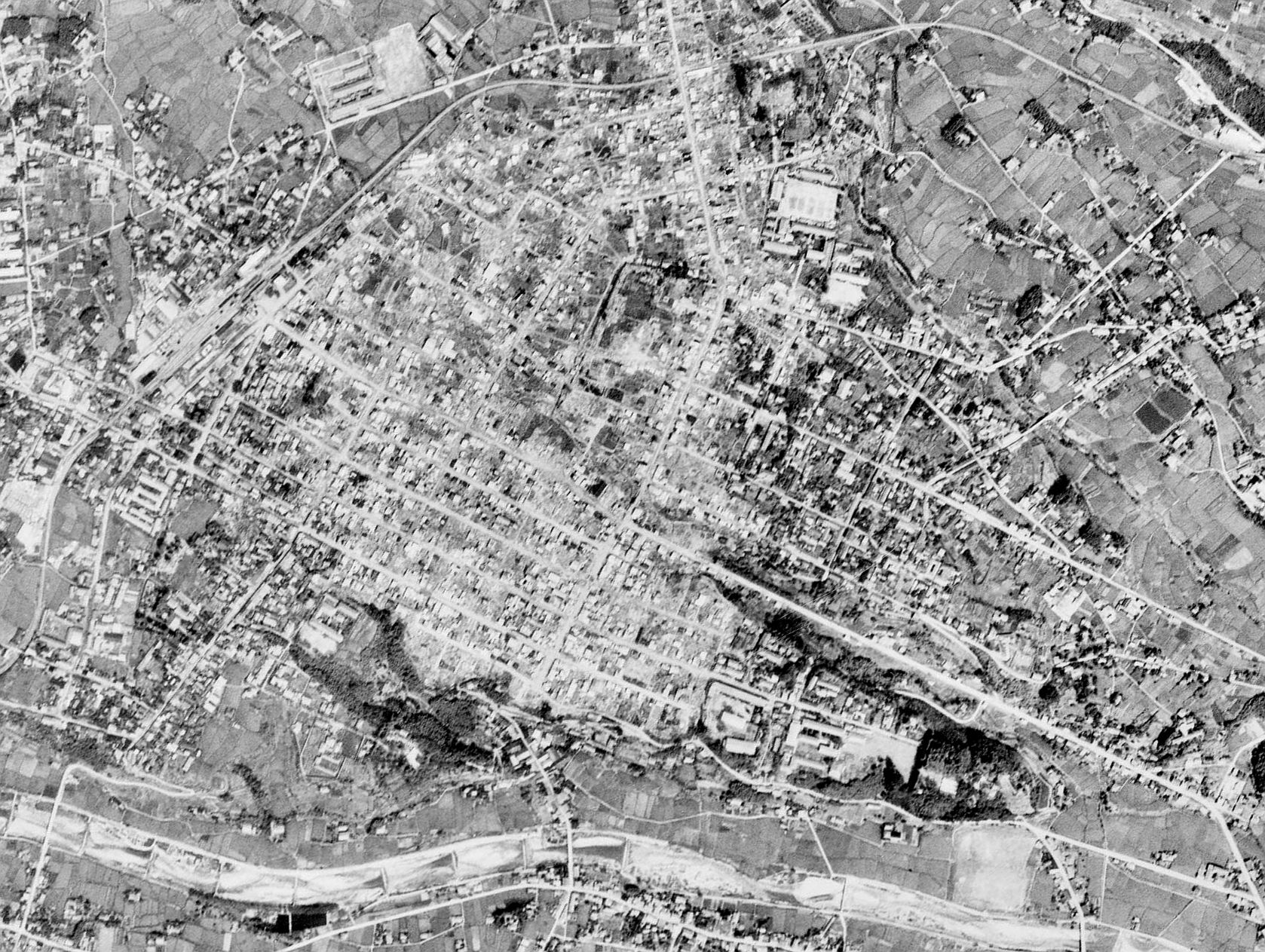
大火から5か月後の飯田市中心市街地を含む写真。写真の下部を左右に流れる川が松川で、写真の右先の方に松川が天竜川へと合流する地点がある。
（1947年9月22日撮影）。

日本に帰国後、日本測量協会に入社し、数々の測量地を転々とした。更に彼の故郷の飯田市が飯田大火という、大規模な大火事に見舞われ、飯田市の復興と復興後の測量に尽力した。飯田大火の測量が認められ日本政府は1977年のギニア国地図作成事業の団長に彼を任命。本島健三自身も100人の部下を率い、約10億円の予算でプロジェクトの遂行を開始した。このプロジェクトでは基準点を58ヶ所置いた、世界初の衛星航空システムを駆使して土地の高低・勾配を記す活動を行った。その間にアフリカの様々な国でエボラ出血熱が流行。彼の部下もアフリカの暑い気候やエボラ出血熱、吸血ハエなどに苦しめられ、プロジェクトを難化させた。更に1980年にギニアに住む原住民に対して暴行を行ったなどの容疑でギニア警察に逮捕される。一時は国外退去を命じられたが無罪が確定し、ギニア政府は彼に対して国外退去を取り下げた。また1981年にはプロジェクト本部が原因不明の火事により燃えて、本島健三も左足に火傷を負った。しかし1982年には無事プロジェクトが成功し、ギニアの基本地図が完成した。同年の1982年に本島はギニアの国土地理院も創設した。彼らの基本地図作成によりギニアは大きく発展。森を切り開き、川から用水路を引くことができるようになった。彼らに対しギニア初代大統領のセク・トゥーレ大統領は感謝の言葉を贈った。日本に帰国後、測量技師の仕事を辞め、NGOギニア会の初代会長に就任。1989年から始まったリベリア内戦によるギニアへ流れる難民を支援し、積極的な慈善活動を行った。
2009年にNGOギニア会の会長を辞任した。また2011年には認知症を患い、治療活動を行っていたが、2014年1月30日に東京都千代田区の病院で心不全で亡くなった。享年88歳。

### 死後
彼の死後の3年後の2017年10月12日に駐日ギニア大使館にて彼の功績を称えるギニア最高位のコラティエ勲章が贈られた。授与式には親族11名と堀井巌外務大臣政務官らが出席し、オスマン・サンコンにより授与された。

## ギニアの当時の様子
1958年にギニアは宗主国のフランスに一方的に独立を宣言。しかしその代償としてギニアは国土基本図を奪われた。その影響で線路を敷いたり、用水路の整備が行えず、国土開発が困難になり暮らしが貧しくなっていった。
1977年の日本がギニア国土基本地図作成事業を行うまでは、活発的な国土開発が行えなかった。

## 人物
身長169cm 体重54.1キロ（1980年の時）
顔は東南アジア系の顔をしていて、日焼けをしていた。
一途な性格で飄々としていた。使命感が強い人柄で、頑固な性格だったそう。また運動神経が非常に良く、一時期は陸上選手を目指していたほど足が速かった。野球や水泳など基本運動はなんでも出来たそう。
学生時代はあまり異性にはモテず6人に告白したが、全員に振られたという。